# Brithys
Brithys é um gênero de traça pertencente à família Arctiidae.